# Episodi di Zeke e Luther (terza stagione)
La terza stagione della serie televisiva Zeke e Luther è andata in onda negli Stati Uniti dal 28 febbraio 2011. 
In Italia è stata trasmessa dal 12 settembre 2011 al 20 gennaio 2013.
| nº    | Titolo originale                      | Titolo italiano                       | Prima TV USA      | Prima TV Italia   |
| ----- | ------------------------------------- | ------------------------------------- | ----------------- | ----------------- |
| 1     | Zeke's Last Ride                      | L'ultima corsa di Zeke                | 28 febbraio 2011  | 12 settembre 2011 |
| 2     | The Unusual Suspects                  | Gli insoliti sospetti                 | 7 marzo 2011      | 19 settembre 2011 |
| 3     | Two Guys, a Car, and a Wild Bear      | Due ragazzi, una macchina e un orso   | 14 marzo 2011     | 26 settembre 2011 |
| 4     | Hyp-Bro-Tized                         | Provaci ancora, Luther                | 28 marzo 2011     | 3 ottobre 2011    |
| 5     | Daredevils!                           | Il grande piccolo Luther              | 4 aprile 2011     | 10 ottobre 2011   |
| 6     | Sibling Rivalries                     | L'uomo cannone                        | 11 aprile 2011    | 17 ottobre 2011   |
| 7     | Luther Turns 4                        | I fratelli rivali                     | 18 aprile 2011    | 24 ottobre 2011   |
| 8     | Head of Skate                         | Sindaco per un giorno                 | 25 aprile 2011    | 31 ottobre 2011   |
| 9     | Zeke, Luther and Kojo Strike Gold     | All'inseguimento della pepita         | 2 maggio 2011     | 7 novembre 2011   |
| 10    | Zeke and Lu's New Crew                | I supertifosi                         | 9 maggio 2011     | 14 novembre 2011  |
| 11    | Skater Girl Island                    | L'isola delle ragazze skater          | 23 maggio 2011    | 21 novembre 2011  |
| 12    | DJ PJ                                 | Sfida rap                             | 11 luglio 2011    | 28 novembre 2011  |
| 13    | Trucky Cheese                         | Il signore degli anelli... di cipolla | 18 luglio 2011    | 6 dicembre 2011   |
| 14    | Ice Heist Baby                        | Alla ricerca del fresco perduto       | 25 luglio 2011    | 12 marzo 2012     |
| 15    | Skate Troopers                        | Due sul set                           | 1º agosto 2011    | 12 dicembre 2011  |
| 16    | Bro, Where's Our Car?                 | Dov'è la mia macchina?                | 8 agosto 2011     | 6 febbraio 2012   |
| 17    | Lie Hard                              | I due bugiardi                        | 22 agosto 2011    | 29 dicembre 2011  |
| 18    | Bro'd Trip                            | La medaglia d'oro                     | 26 settembre 2011 | 5 marzo 2012      |
| 19    | The Gingernator                       | Chips e microchip                     | 3 ottobre 2011    | 20 febbraio 2012  |
| 20    | Skate Video Awards                    | Che video, ragazzi!                   | 28 novembre 2011  | 13 febbraio 2012  |
| 21    | Skate or Swim                         | Il campione in erba                   | 5 marzo 2012      | 2 aprile 2012     |
| 22    | Inside Luther's Brain                 | Spremi le meningi                     | 12 marzo 2012     | 16 aprile 2012    |
| 23    | Kojo Loses His Mojo                   | Il volo dell'anatra                   | 19 marzo 2012     | 23 aprile 2012    |
| 24    | Accidental Hero                       | A caccia di gloria                    | 26 marzo 2012     | 28 maggio 2012    |
| 25-26 | There's No Business Like Bro Business | Hollywood                             | 2 aprile 2012     | 20 gennaio 2013   |